# Савченко-Більський Олександр Олександрович
Олекса́ндр Олекса́ндрович Са́вченко-Бі́льський (4 серпня 1879 , Шаповалівка Борзнянського повіту Чернігівської губернії, тепер Ніжинського району Чернігівської області — 10 червня 1938, Харків ) —  науковець, ветеринарний лікар. Брат Михайла Савченка-Більського. 

## Життєпис
Народився в сім'ї Олександра Олексійовича Савченка-Більського (1843–1932), який походив із старшої гілки старовинного козацького роду Савченків-Більських . Батько мав чин колезького реєстратора і володів маєтком у Шаповалівці.
Навчався в Чернігівській та Ніжинській гімназіях, після отримання середньої освіти вступив до Харківського ветеринарного інституту. В 1898 р. став членом громадської організації «Харківська Українська студентська громада», навесні 1899 р. взяв участь у страйку харківського студентства, яке вимагало демократизації вищої школи. Разом з іншими учасниками заворушень був відрахований з інституту, але восени наказ про відрахування відмінили .
Взяв участь у страйку студентів ветеринарного інституту 19 лютого 1901 р., потрапивши в поле зору харківської поліції. 17 квітня 1901 р. був відрахований з інституту та висланий з Харкова із забороною на проживання в Санкт-Петербурзі та деяких інших містах  .  
Під час першої російської революції влітку 1906 р. був одним із керівників селянських заворушень у Шаповалівці, зокрема мітингу у червні-місяці, на якому селяни вимагали розподілу поміщицької землі. Для придушення заворушень із Борзни прибула рота солдатів, керівники виступу були заарештовані, «частину заарештованих було ув’язнено, решту вислано за межі губернії» . 
О. Савченко-Більський був заарештований 9 серпня 1906 р. по справі вбивства поліцейського справника в Шаповалівці і утримувався у в’язниці м. Борзна. Дізнання по справі було передано прокурору Ніжинського окружного суду, який закрив справу, знявши всі звинувачення, але за «шкідливу політичну діяльність» О. Савченко-Більський 17 березня 1907 р. був висланий в адміністративному порядку  до Житомира .
21 жовтня 1907 р.  був заарештований у Києві як учасник сходки членів і пропагандистів Київського комітету партії соціалістів-революціонерів, з-під варти втік і був поміщений у розшуковий циркуляр .
Членом Української партії есерів О. Савченко-Більський офіційно не був, за його словами в період навчання в ветеринарному інституті йому, як вихідцю із села, позиція есерів у селянському питанні була найбільш близькою. Тому він брав участь у нелегальних зібраннях, розповсюджував есерівську літературу, виконував окремі партійні доручення .
В 1908 р. поновився на навчанні у ветеринарному інституті, за агентурними відомостями поліції в жовтні 1908 р. агітував за проведення страйку, а в листопаді 1910 р. входив до складу комісії по вшануванню пам’яті померлого графа  Л.М. Толстого .  
Харківський ветеринарний інститут закінчив у 1912 р.,  можливо, раніше, оскільки відомо, що в 1911 р. він перебував у Миргороді . Потім навчався в Московському сільськогосподарському інституті . Одночасно працював на посаді ветеринарного лікаря, але 31 грудня 1914 р. був звільнений з посади через політичну неблагонадійність .  
В Першу світову війну з січня 1915 р. до демобілізації в 1917 р. перебував на фронті .
В 1918 р. був змушений переїхати з родиною до Криму для лікування сина. Проживав у м. Балаклава, працював у комісії по боротьбі з епідемією чуми .
В 1919 р. займав посаду завідувача ветеринарним відділом Васильківської повітової земської управи. Підлягав мобілізації до армії А.І. Денікіна, але за клопотанням Київської губернської земської управи йому надали відстрочку від призову.
З 1920 р. проживав у Харкові, працював ветеринарним лікарем у Всеукраїнській спілці скотарської і молочної кооперації «Добробут», яка входила до складу кооперативного товариства  Сільський господар . Був членом Харківського наукового товариства по сільськогосподарській секції, у 1927 р. став членом Президії зоотехнічної підсекції . 
У 1933 р. працював у Наркомземі УРСР, організував, як фахівець з вівчарства, ввезення в Україну кращих порід овець із Середньої Азії 
.
У 1936 р. був звинувачений в числі групи осіб у службовій недбалості при підготовці до зими тваринницьких ферм у  бурякорадгоспі села Білий Колодязь Вовчанського району, що призвело до масового падежу худоби. За вироком Харківського обласного суду був засуджений до 1 року виправно-трудових робіт без тримання під вартою. 
Останнє місце роботи –  ветеринарний лікар (зоотехнік) Артемівського відгодівельного пункту в м. Мерефа Харківського району. Був заарештований УНКВС у Харківській області 28 жовтня 1937 р. за звинуваченням у приналежності до антирадянської есерівської організації, пізніше названої «Обласне об’єднане 6юpo правих і лівих есерів» . 
Звинувачення базувалося на показах бувшого правого есера М. М. Литвинова, отриманих при його допиті. Він назвав 5 прізвищ осіб, нібито завербованих ним в антирадянську організацію, в тому числі і О. Савченка-Більського. О. Савченку-Більському нібито було доручено створити та очолити бойову групу з бувших куркулів Артемівського радгоспу. Своєї вини О. Савченко-Більський не визнав. Засуджений до розстрілу 13 квітня 1938 р. Трійкою УНКВС, вирок виконано 10 червня 1938 р., похований у Харкові. 
Реабілітований Харківським обласним судом 29 січня 1960 р. ..

## Сім’я
О. О. Савченко-Більський був одружений з Ксенією Олександрівною Мартиновою (1884–1943), шкільною вчителькою. Сини: Микола Мартинов (1915–1978); Ілля Мартинов (1918–2010); Володимир Мартинов (1920–2000). Ілля і Володимир Мартинови – відомі альпіністи, майстри спорту, спортивні функціонери  .